# Mallophora fusca
Mallophora fusca är en tvåvingeart som beskrevs av Stanley Willard Bromley 1934. Mallophora fusca ingår i släktet Mallophora och familjen rovflugor. Inga underarter finns listade i Catalogue of Life.